# خورخه لارسا
خورخه لارسا (انگلیسی: Jorge Larrosa؛ زادهٔ ۱۶ دسامبر ۱۹۸۵) بازیکن فوتبال اهل اسپانیا است.
از باشگاه‌هایی که در آن بازی کرده‌است می‌توان به باشگاه فوتبال اوئسکا اشاره کرد.